# Tornei di tennis maschili nel 1879
Prima della nascita della cosiddetta "Era Open" del tennis, ossia l'apertura ai tennisti professionisti degli eventi più importanti, tutti i tornei erano riservati ad atleti dilettanti. Nel 1879 tutti i tornei erano amatoriali, tra questi c'era il Torneo di Wimbledon, unico torneo del Grande Slam che si è disputato in quell'anno.
Nel 1879 venne disputata la 3ª edizione del Torneo di Wimbledon questo vide la vittoria di John Hartley, trionfatore del torneo preliminare e dichiarato automaticamente campione a causa della defezione, per la prima volta nella storia del torneo londinese, di Frank Hadow, detentore del titolo, che non poté partecipare al Challenge Round. 

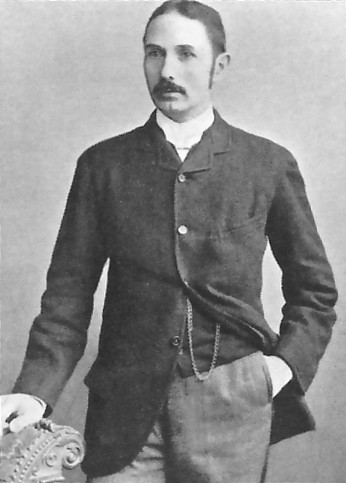
John Hartley vincitore della terza edizione del Torneo di Wimbledon

Nel 1879 venne disputato per la prima volta l'Irish Championships che nei primi anni di vita aveva un'importanza quasi pari a quella del Torneo di Wimbledon. Nella sua prima edizione s'impose il britannico Vere St. Leger Goold che sconfisse in finale Charles David Barry per 8–6, 8–6. A Cheltenham venne disputato per la prima volta un torneo sull'asfalto ad imporsi nella prima edizione di questo torneo fu William Renshaw che negli anni a seguire sarebbe stato un grande protagonista del tennis mondiale con le sue 7 vittorie al Torneo di Wimbledon.

## Calendario

### Gennaio
Nessun evento

### Febbraio
Nessun evento

### Marzo
Nessun evento

### Aprile
Nessun evento

### Maggio
Nessun evento

### Giugno
| Settimana | Torneo                                                            | Vincitore                     | Finalista           | Semifinalisti | Eliminati ai quarti |
| --------- | ----------------------------------------------------------------- | ----------------------------- | ------------------- | ------------- | ------------------- |
| 10 giugno | Irish Championships 1879 Dublino, Irlanda Erba Singolare - Doppio | Vere St. Leger Goold 8–6, 8–6 | Charles David Barry |               |                     |
| 10 giugno | Irish Championships 1879 Dublino, Irlanda Erba Singolare - Doppio | J. Elliot H. Kellie           |                     |               |                     |

### Luglio
| Settimana | Torneo                                                        | Vincitore                  | Finalista            | Semifinalisti | Eliminati ai quarti |
| --------- | ------------------------------------------------------------- | -------------------------- | -------------------- | ------------- | ------------------- |
| 15 luglio | Torneo di Wimbledon 1879 Londra, Gran Bretagna Erba Singolare | John Hartley 6–2, 6–4, 6–2 | Vere St. Leger Goold |               |                     |

### Agosto
| Settimana | Torneo                                                             | Vincitore               | Finalista | Semifinalisti | Eliminati ai quarti |
| --------- | ------------------------------------------------------------------ | ----------------------- | --------- | ------------- | ------------------- |
| 18 agosto | Scottish Championships 1879 Saint Andrews, Gran Bretagna Singolare | Leslie Balfour-Melville |           |               |                     |

### Settembre
Nessun evento

### Ottobre
| Settimana  | Torneo                                                                              | Vincitore                       | Finalista            | Semifinalisti | Eliminati ai quarti |
| ---------- | ----------------------------------------------------------------------------------- | ------------------------------- | -------------------- | ------------- | ------------------- |
| 11 ottobre | Torneo di Cheltenham 1879 Cheltenham, Gran Bretagna Calcestruzzo Singolare - Doppio | William Renshaw 6-4 6-3 5-6 6-4 | Vere St. Leger Goold |               |                     |
| 11 ottobre | Torneo di Cheltenham 1879 Cheltenham, Gran Bretagna Calcestruzzo Singolare - Doppio |                                 |                      |               |                     |

### Novembre
Nessun evento

### Dicembre
Nessun evento